# Opere di Antonio Cifrondi
Segue un elenco delle opere di Antonio Cifrondi.

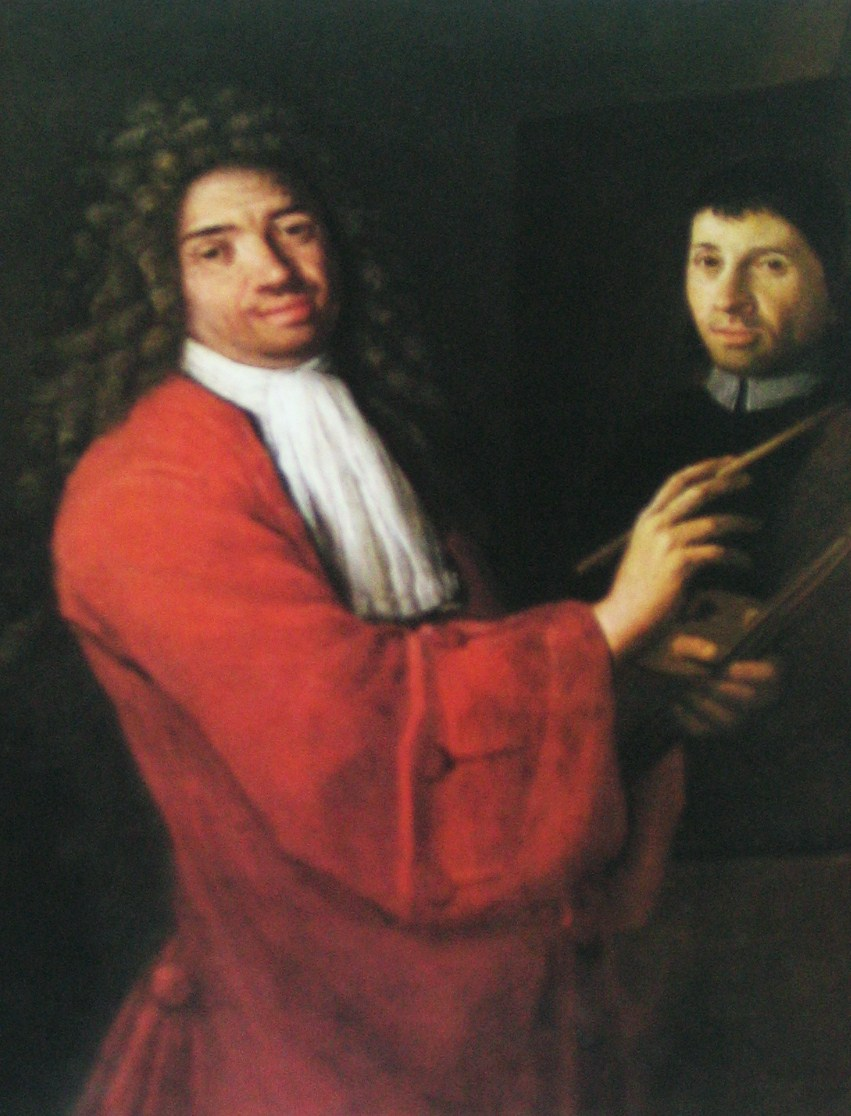
Autoritratto al cavalletto con ritratto di prelato (don Francesco Cifrondi?), casa parrocchiale di Sant'Alessandro della Croce, Bergamo

Molte sono le opere eseguire dell'artista, più di quattrocento, più di cinquanta solo per la chiesa di Santo Spirito di Bergamo. 
Questo è l'elenco di alcuni dei suoi dipinti realizzati tra il 1690 e il 1730:

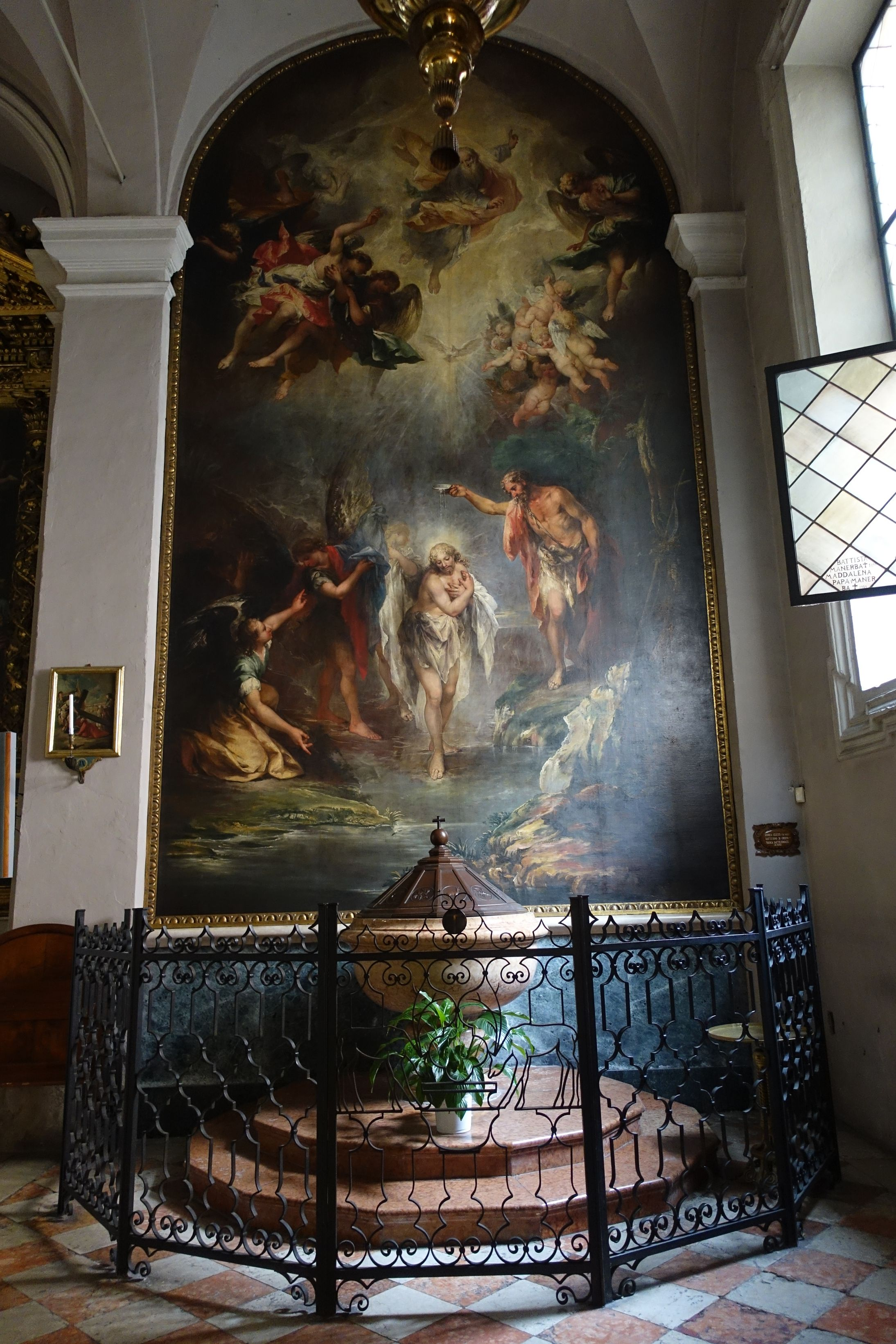
Andrea Celesti, Duomo di Desenzano del Garda-Battesimo di Gesù nelle acque del Giordano

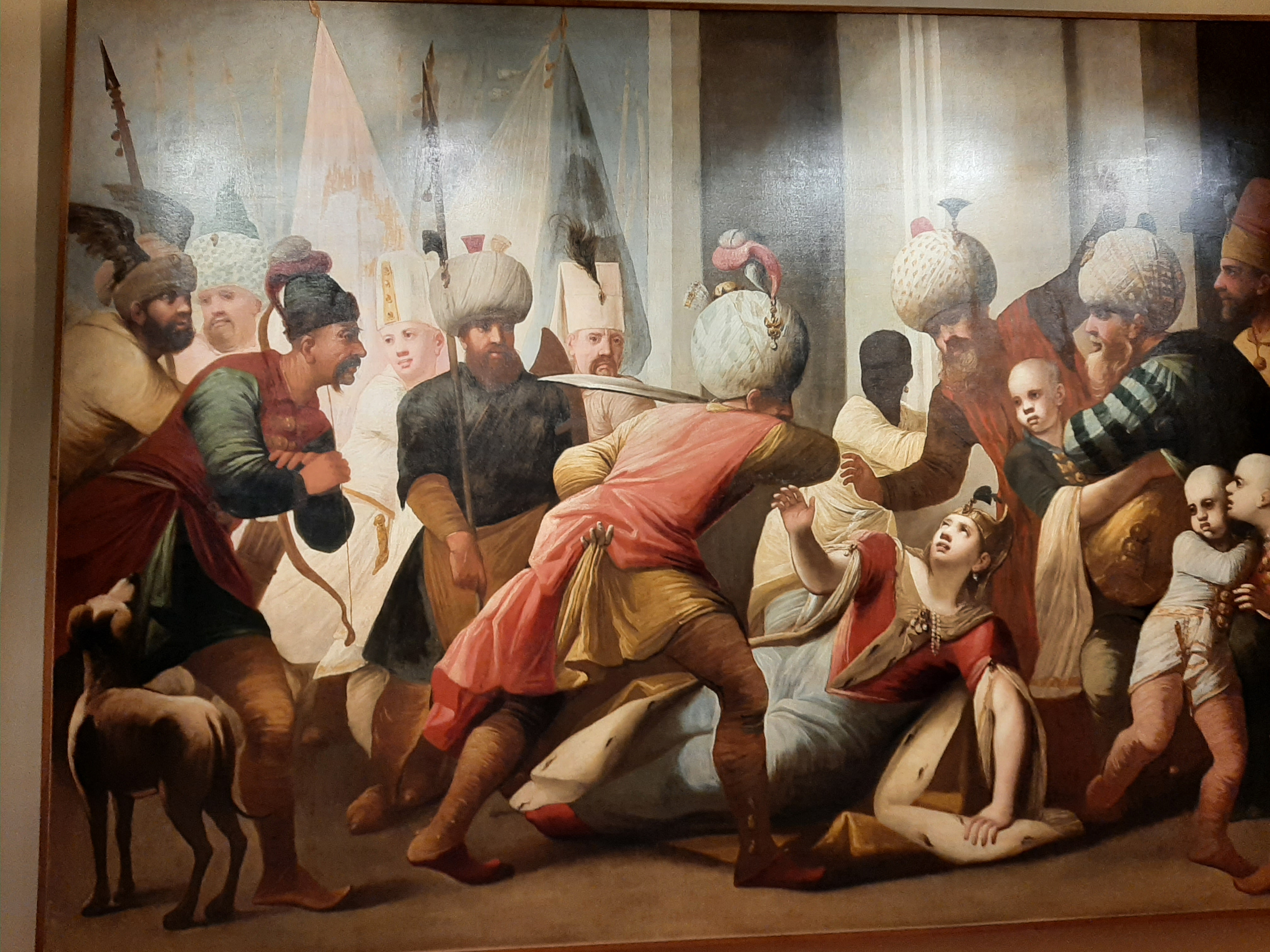
Cambise Cambise aggredisce la moglie, 1690 ca., Clusone, palazzo Marinoni Barca (MAT)

- Quattro tele per la chiesa di San Pantaleone a Ponteranica: San Pantaleone resuscita un bambino morso da una vipera e fa morire l'animale velenoso, San Pantaleone nella fossa delle belve viene liberato da Cristo apparso nelle fattezza del suo maestro Ermolao, San Pantaleone sottoposto alla tortura della ruota, e San Pantaleone in gloria.
- Sei tele datate intorno 1692 nella chiesa di San Giacomo e San Vincenzo a Gromo: Martirio di san Giacomo, Miracolo di san Giacomo, San Giacomo nella gloria dei cieli con la Madonna del Pilar, Martirio di san Vincenzo, Riposo di san Vincenzo Gloria di san Vincenzo, (180x300), (185x100), olio su tela
- Passione di Cristo, olio su tela, volta della sacrestia della chiesa di San Martino, Alzano Lombardo;
- Caduta di Simon Mago, olio su tela della chiesa di San Pietro Apostolo, Trescore Balneario;
- Fuga in Egitto olio su tela (268x145) 1690 chiesa di San Vincenzo Martire, Cerete;
- Pentecoste, olio su tela (460x550) 1689, chiesa di San Vincenzo, Cerete;
- Adorazione dei Re Magi, olio su tela 1689, chiesa di San Vincenzo, Cerete;
- Lucrezia romana, olio su tela (86x69), collezione privata
- San Leonardo fa miracolosamente scaturire l'acqua, olio su tela sagomata, chiesa di San Lorenzo
- Cambise ebbro uccide il figlio del suo ministro Pressaspe (224x415)  e Cambise si scaglia contro la moglie (224x415), olio su tela;
- Papa Leone che ferma Attila, olio su tela 1693 (300x400) chiesa di San Leone, Cenate Sopra;
- Chierico con ostensorio, olio su tela (78,7x65,5), collezione privata;
- Ritratto di Pietro Marinoni, olio su tela (136x104), collezione privata;
- Sant'Eustacchio, olio su tela (270x180), chiesa di Sant'Antonio di Padova, Schilpario
- San Giacomo Maggiore, olio su tela (70,5x57), collezione privata, Città del Messico;
- San Bartolomeo, olio su tela (70,5x57), collezione privata;
- Sant'Andrea, olio su tela (70,5x57), collezione privata;
- Adorazione dei pastori, olio su tela 1722 (77x105), Brescia, collezione privata;
- Madonna col Bambino in gloria tra i santi Giovanni Battista, Lorenzo, Stefano e Maddalena, olio su tela, santuario della Beata Vergine del Buon Consiglio, Villa di Serio;
- Paradiso, olio su tela (800x200), basilica di Santa Maria Assunta, Clusone;
- Giudizio universale, olio su tela (800x200), basilica di Santa Maria Assunta, Clusone;
- Predica di san Giovanni Battista, olio su tela (370x210), basilica di Santa Maria Assunta, Clusone;
- Battesimo di Gesù nelle acque del Giordano, olio su tela, battistero del Duomo di Desenzano del Garda;
- Martirio dei santi Pietro e Paolo, olio su tela, chiesa dei Santi Pietro e Paolo Apostoli, Toscolano Maderno;
- Martirio di sant'Alessandro, olio su tela, 1698, chiesa di Sant'Alessandro della Croce, Bergamo;
- Autoritratto mentre dipinge un sacerdote, olio su tela, 1698, chiesa di Sant'Alessandro della Croce, sagrestia;
- La Speranza, La Fede, San Gregorio Nazianzeno (240x155) olio su tela chiesa di Sant'Antonio, Caprino Bergamasco;
- Mosè con le tavole della legge, olio su tela (167x118), chiesa di Santo Spirito, Bergamo, sacrestia;
- San Giovanni Battista, olio su tela (167x118), chiesa di Santo Spirito, sacrestia;
- Quattro evangelisti, controfacciata della chiesa di Santo Spirito, Bergamo
- Adamo, olio su tela (167x118), chiesa di Santo Spirito, sacrestia;
- San Paolo olio su tela (167x118), chiesa di Santo Spirito, sacrestia;
- San Tommaso, olio su tela (167x118), chiesa di Santo Spirito, sacrestia;
- Papa Sant'Anastasio IV, olio su tela (140x190), chiesa di San Paolo, Azzano San Paolo;
- San Simone, olio su tela (165x118), santuario della Beata Vergine dei Campi, Stezzano;
- San Paolo, olio su tela (165x118), santuario della Beata Vergine dei Campi, Stezzano;
- Elisa sul carro di fuoco, olio su tela (165x118), santuario della Beata Vergine dei Campi, Stezzano;
- San Sebastiano curato da Irene, olio su tela (300x193), Museo Civico, Piacenza;
- Madonna col Bambino e i santi Lucia, Teresa d'Avila e Apollonia olio su tela Chiesa dei Santi Pietro e Paolo, Bossico;
- Fuga in Egitto, olio su tela (53x88), basilica di Sant'Alessandro in Colonna, Bergamo;
- Sant'Antonio di Padova che contempla Gesù bambino, olio su tela (300x220), chiesa di Sant'Antonio di Padova, Schilpario;
- Santissima Trinità, olio su tela, chiesa di San Pietro, Parre;
- Ultima cena',' olio su tela firmato “ANTONIUS CIFRONDI 1701”, chiesa di San Giorgio, Nese;
- Simon Mago chiede agli apostoli il potere di compiere miracoli, olio su tela (350x650), 1691, chiesa dei Santi Sisinio, Martirio e Alessandro, Brivio;
- Battesimo di Gesù nelle acque del Giordano, olio su tela (350x650), chiesa dei Santi Sininio, Martirio e Alessandro, Brivio;
- Il convitto di Baldassarre, olio su tela (450x650), chiesa di San Martino, Nembro;
- Sant'Agostino, olio su tela (245x155), chiesa di San Pancrazio, Gorlago;
- San Girolamo, olio su tela (245x155), chiesa di San Pancrazio, Gorlago;
- San Gregorio papa, olio su tela (245x155), chiesa di San Pancrazio, Gorlago;
- Transito di san Giuseppe, olio su tela (146x144), chiesa di San Bartolomeo, Brumano;
- Cristo deposto dalla croce, olio su tela, santuario della Beata Vergine della Visitazione, Dezzo, frazione di Colere;
- Ritratto di gentiluomo, olio su tela (122x91), collezione privata;
- Ritratto di signora, olio su tela (101x80) Brescia, collezione privata
- Deposizione, olio su tela (73x83), canonica della chiesa di San Lorenzo, Calepio, frazione di Castelli Calepio;
- San Girolamo, olio su tela (106x92) Torbiato, collezione privata;
- La scala di Giacobbe, olio su tela (300x300) chiesa della Santissima Trinità, Gavarno Vescovado, frazione di Scanzorosciate;
- Allegoria con i simboli della passione, due tele, olio su tela, chiesa della Beata Vergine del Paradiso, Clusone;
- Liberazione di san Pietro, olio su tela, chiesa di San Martino, Torre Boldone;
- Angelo che annuncia ai pastori la nascita del Salvatore, olio su tela, chiesa di San Martino, Torre Boldone;
- Presentazione di Gesù ai dottori del tempio, olio su tela (242x182), chiesa di San Sisto, Colognola (Bergamo);
- San Zenone, olio su tela (240x81), collezione privata;
- Eraclito, olio su tela (240x80), collezione privata;
- Diogene, olio su tela (240x80), collezione privata;
- Epicuro, olio su tela (240x80), collezione privata;
- Romolo e Remo, olio su tela (142x130), villa Zanchi, Scanzorosciate;
- La moglie di Augusto fora la lingua della testa mozzata di Cicerone, olio su tela (255x155), collezione privata;
- Nerone incendia Roma (320x185), villa Zanchi, Scanzorosciate;
- La regina Semiramide, olio su tela (250x220), villa Zanchi, Scanzorosciate;
- Battesimo di Gesù nelle acque del Giordano, olio su tela (370x210), basilica di Santa Maria Assunta, Clusone;
- Sant'Antonio da Padova e la Madonna col Bambino, olio su tela (270x180), basilica di Santa Maria Assunta, Clusone;
- Adorazione dei pastori, olio su tela (150x311), collezione privata;
- Deposizione di santi, olio su tela (240x140), chiesa dei Santi Bartolomeo e Stefano, Lallio;
- Le nozze di Canaa, olio su tela, chiesa di Santa Maria, Scanzorosciate, sacrestia;
- Circoncisione (125x117) Sposalizio mistico di san Giuseppe  olio su tela (115x117), Capriate, collezione privata;
- Le quattro stagioni, olio su tela (82x165), collezione privata;
- Moltiplicazione dei pani e dei pesci, olio su tela (130x164), collezione privata;
- Ritratto di giovane dama e due tela Ritratto di dama, olio su tela, collezione privata;
- Ritratto di monsignore, collezione privata;
- San Giovanni evangelista e San Mattia olio su tela, chiesa di San Giuseppe, Brescia;
- Suicidio di Lucrezia Romana olio su tela, 1710 (86x69), Brescia, collezione privata;
- Dama con la spinetta, olio su tela, 1700-1710, collezione privata

Le tele raffiguranti il filone detto della commedia umana
- Ritratto di vecchio che l'artista propone in numerose tele: Vecchio con la clessidra, Vecchio sotto le neve in più versioni, Vecchio che intima il silenzio, Vecchio con calice di vino, Vecchio mendicante, Vecchio cartomante;
- tele raffiguranti donne intente nel lavoro La cucitrice, Donna che fa la maglia, Vecchia con bastone, Ragazza che cuce, Ciabattino  1720-1725;
- Giovane mugnaio, 1729.1725, olio su tela, Pinacoteca Tosio Martinengo, Brescia;
- Ritratto di vedova con libriccino e Ritratto di vedova con libriccino, entrambe in collezione privata;